# 悟君
悟君（日语： Satorukun）是日本都市傳說中的一个故事，也是该故事中的主角。

## 概要
这个故事的版本有不少，但共同之处在于可以向悟君打电话，他会回答你提出的任何问题。
目前流傳的故事版本：向公共電話中投入10日元，并给自己的手机打电话。电话接通后，对着公共电话的话筒念出「悟君，悟君，快过来。」（或者「悟君，悟君，请回答。」）。之后24小时内，悟君会给你的手机打电话。接通后，悟君会告诉你他自己现在的位置。對电话重复数次，悟君会逐渐接近你所在的位置，最终来到你的背后。这时，悟君会回答你所提出的任何问题。但若你转身或是没有提出问题，悟君会将你拖进某个没人知道的地方。

## 关联作品

### 电影
- 《当地都市传说的诅咒～神奈川篇～》（呪いのご当地都市伝説〜神奈川編〜）（2011年6月14日上映）
- 《我是悟》（2015年4月18日仅当日上映）